# Kursk
|  | Aquest article tracta sobre la ciutat de Rússia. Vegeu-ne altres significats a «Kursk (desambiguació)». |

Kursk (en rus Курск) és la capital de l'óblast de Kursk, a Rússia. És una de les ciutats més antigues de Rússia, fundada el 1032. Va ser destruïda pels tàtars l'any 1240 i no fou reconstruïda fins al 1596.
Actualment és un nucli important d'indústria química i de construcció de maquinària, dispositius informàtics i aviació. També hi destaquen les indústries tèxtils i les farmacèutiques. Prop de Kursk hi ha els dipòsits de mineral de ferro més rics del món, ja que en contenen prop de 160.000 de tones.

## Fets rellevants
- Estiu de 1943: Batalla de Kursk. Després de la derrota a Stalingrad, les tropes alemanyes procedeixen a atacar la ciutat de Kursk en una confrontació de forces blindades. Els russos resisteixen l'envestida de la Wehrmacht i contraataquen fins a assolir la victòria el juliol de 1943. Aquesta batalla va marcar un moment decisiu, ja que va provocar la fi de l'ofensiva alemanya i l'inici del contraatac soviètic. És considerada una de les batalles més importants de la Segona Guerra Mundial i la major batalla de carros blindats de la història.

- 12 d'agost del 2000: el submarí «Kursk» naufraga al mar de Barentsz en esclatar un torpede defectuós que produeix una explosió massiva de tot l'armament de bord (excepte els míssils). Hi van morir la totalitat dels 118 tripulants.

## Personatges rellevants
- Nikita Khrusxov (1894–1971)
- Nikolai Vatutin (1901–1944)
- Daniil Kharms (1905–1942)